# IC 3275
IC 3275 ist eine Spiralgalaxie vom Hubble-Typ S im Sternbild Jungfrau nördlich der Ekliptik. Sie ist schätzungsweise 803 Millionen Lichtjahre von der Milchstraße entfernt und hat einen Durchmesser von etwa 120.000 Lichtjahren.

Im selben Himmelsareal befinden sich u. a. die Galaxien NGC 4320, NGC 4325, NGC 4390, IC 3240.
Das Objekt wurde am 7. Mai 1904 vom US-amerikanischen Astronomen Royal Harwood Frost entdeckt.